# Mohamed Mehrez
Mohamed Shahin Mehrez (arab. محمد شاهين محرز; ur. 17 lipca 1935 w Kairze, zm. 17 czerwca 2008 w Madinacie asz-Szajch Zajid) – egipski strzelec, olimpijczyk.
Startował na igrzyskach w 1964 roku (Tokio) i 1968 roku (Meksyk). W Tokio zajął 10. miejsce w trapie, a w tej samej konkurencji w Meksyku, 19. pozycję.

## Wyniki olimpijskie
| Igrzyska | Konkurencja | Wynik       | Miejsce | Źródło |
| -------- | ----------- | ----------- | ------- | ------ |
| IO 1964  | Trap        | 190 punktów | 10.     | [ 2 ]  |
| IO 1968  | Trap        | 191 punktów | 19.     | [ 3 ]  |